# Christian Langhagen
Christian Langhagen (vor 1980 in Lübeck) ist ein deutscher Übersetzer, Filmjournalist und Dialogbuchautor.
Nach Anfängen als Springer im Gynäkologischen OP und Werbetexter fand Langhagen um die Jahrtausendwende als Kritiker und Kolumnist bei Genre-Magazinen den Weg in den Journalismus. Daraus ergab sich eine langjährige Tätigkeit als Filmjournalist für die Funke Mediengruppe. Parallel dazu übersetzte er über 1000 Projekte für verschiedene Medien aus dem Englischen, Französischen und Dänischen. Dazu gehören Filme (beispielsweise Watchmen oder Asterix bei den Olympischen Spielen) und Fernsehserien (wie How I Met Your Mother, The Flash, Gotham), sowie Romane und Ableger zu Jugend-Fernsehserien wie Buffy – Im Bann der Dämonen, Charmed – Zauberhafte Hexen oder Star Trek.
Seit 2020 ist Langhagen als Dialogbuchautor für Film und Fernsehen tätig, bei Stoffen wie Disneys "Die Helden der Nation" nach "The Right Stuff" von Tom Wolfe, oder "Der Befreier" (Netflix), aber auch Filmen wie "Erinnere dich an mich" mit Bruce Dern und Brian Cox.
Einer privaten Passion folgt Langhagen als Übersetzer von Comic-Alben, für Projekte wie Auf der Suche nach der verlorenen Zeit: Eine Liebe Swanns nach Marcel Proust, The Rocketeer von Dave Stevens oder  Lost Girls von Watchmen-Autor Alan Moore, 24, Planetary und Authority.
Die von ihm übersetzte Graphic Novel "They Called Us Enemy: Eine Kindheit im Internierungslager" von George Takei ist für den Deutschen Jugendliteraturpreis 2021 nominiert.

## Publikationen (Auswahl)
Sachliteratur (Auswahl)
- TV Highlights Extra Serien-Guide: Babylon 5. 2004, ISBN 3931608611

Übersetzungen (Auswahl)
- They Called Us Enemy: Eine Kindheit im Internierungslager (deutsche Übersetzung) (Verlag Cross Cult, 2020) ISBN 978-3966580397
- The Rocketeer (deutsche Übersetzung) (Verlag Cross Cult, 2020) ISBN 3966583925
- Baltimore oder der standfeste Zinnsoldat und der Vampir (deutsche Übersetzung) (Verlag Cross Cult, 2008)  ISBN 3936480605
- Auf der Suche nach der verlorenen Zeit: Eine Liebe Swanns (Band 1 und 2) (Verlag Knesebeck, 2012)  ISBN 3868732640
- Charmed (deutsche Übersetzung) (Verlag Heel, 2000) ISBN 3893658572
- Blutmond (deutsche Übersetzung) (Verlag vgs, 2000) ISBN 3802527518